# Івангородська сільська рада (Ічнянський район)
Івангоро́дська сільська́ ра́да — адміністративно-територіальна одиниця та орган місцевого самоврядування в Ічнянському районі Чернігівської області. Адміністративний центр — село Івангород.

## Загальні відомості
- Територія ради: 79,428 км²
- Населення ради: 1 137 осіб (станом на 2001 рік)

Івангородська сільська рада зареєстрована 1917 року. Стала однією з 27-ти сільських рад Ічнянського району і одна з 8-ми, яка складається з одного населеного пункту.
На території сільради діє Івангородська ЗОШ І-ІІІ ст. та Івангородський ДНЗ.

## Населені пункти
Сільській раді були підпорядковані населені пункти:
- с. Івангород

## Склад ради
Рада складалася з 14 депутатів та голови.
- Голова ради: Лікаренко Олександр Сергійович
- Секретар ради: Царенко Ірина Іванівна

### Керівний склад попередніх скликань
| Прізвище, ім'я, по батькові    | Основні відомості                                                 | Дата обрання | Дата звільнення |
| ------------------------------ | ----------------------------------------------------------------- | ------------ | --------------- |
| Кривобок Василь Миколайович    | Сільський голова, 1951 року народження, безпартійний              | 26.03.2006   | 31.10.2010      |
| Тищук Роман Анатолійович       | Сільський голова, 1981 року народження, освіта вища, безпартійний | 31.10.2010   | 09.09.2012      |
| Лікаренко Олександр Сергійович | Сільський голова, 1967 року народження, освіта вища, безпартійний | 09.09.2012   |                 |

Примітка: таблиця складена за даними сайту Верховної Ради України

### Депутати
За результатами місцевих виборів 2010 року депутатами ради стали:

#### За суб'єктами висування
| Суб'єкт висування                                       | Кількість обраних депутатів | %    |
| ------------------------------------------------------- | --------------------------- | ---- |
| Партія регіонів                                         | 8                           | 57,1 |
| Народна партія                                          | 3                           | 21,4 |
| Самовисування                                           | 2                           | 14,3 |
| Політична партія Всеукраїнське об'єднання «Батьківщина» | 1                           | 7,1  |

#### За округами
| № округу                                                | Прізвище, ім'я, по батькові       | Дата визнання обраним | Освіта             | Партійна приналежність                        | Відомості про обраного депутата                                                            |
| ------------------------------------------------------- | --------------------------------- | --------------------- | ------------------ | --------------------------------------------- | ------------------------------------------------------------------------------------------ |
| Народна Партія                                          |                                   |                       |                    |                                               |                                                                                            |
| 1                                                       | Сизон Оксана Григорівна           | 04.11.2010            | вища               | позапартійна                                  | Івангородська сільська рада, спеціаліст ІІ категорії-бухгалтер                             |
| 9                                                       | Царенко Ірина Іванівна            | 04.11.2010            | середня            | позапартійна                                  | Івангородська сільська рада, секретар виконкому                                            |
| 12                                                      | Сороченко Микола Васильович       | 04.11.2010            | середня            | позапартійний                                 | ТОВ «Берегиня», охоронник                                                                  |
| Партія регіонів                                         |                                   |                       |                    |                                               |                                                                                            |
| 2                                                       | Писаренко Віталій Олександрович   | 04.11.2010            | середня            | член Партії регіонів                          | ТОВ «Берегиня», охоронник                                                                  |
| 4                                                       | Мартиненко Вікторія Віталіївна    | 04.11.2010            | середня            | член Партії регіонів                          | ПП «Лікаренко О. С.», продавець                                                            |
| 5                                                       | Кравченко Валентина Володимирівна | 04.11.2010            | середня            | член Партії регіонів                          | пенсіонер                                                                                  |
| 7                                                       | Гриценко Галина Володимирівна     | 04.11.2010            | вища               | член Партії регіонів                          | Івангородський ДНЗ «Сонечко», вихователь                                                   |
| 10                                                      | Бурлака Катерина Петрівна         | 04.11.2010            | середня            | член Партії регіонів                          | пенсіонер                                                                                  |
| 11                                                      | Чередниченко Ольга Іванівна       | 04.11.2010            | вища               | член Партії регіонів                          | Івангородська загальноосвітня школа І-ІІІ ст., заступник директора школи з виховної роботи |
| 13                                                      | Лікаренко Світлана Миколаївна     | 04.11.2010            | середня            | член Партії регіонів                          | Івангородське відділення зв'язку, начальник відділення зв'язку                             |
| 14                                                      | Буряченко Любов Іванівна          | 04.11.2010            | середня спеціальна | член Партії регіонів                          | Івангородське відділення зв'язку, листоноша                                                |
| Політична партія Всеукраїнське об'єднання «Батьківщина» |                                   |                       |                    |                                               |                                                                                            |
| 3                                                       | Науменко Василь Олександрович     | 04.11.2010            | вища               | член Всеукраїнського об'єднання «Батьківщина» | Івангородська сільська рада, спеціаліст-землевпорядник                                     |
| Самовисування                                           |                                   |                       |                    |                                               |                                                                                            |
| 6                                                       | Карбан Валентина Павлівна         | 04.11.2010            | вища               | позапартійна                                  | Івангородська сільська лікарська амбулаторія, фельдшер                                     |
| 8                                                       | Болоховець Ганна Михайлівна       | 04.11.2010            | середня            | позапартійна                                  | Івангородська загальноосвітня школа І-ІІІ ст., опалювач                                    |